# 요괴 헌터 - 히루코
요괴 헌터 - 히루코(妖怪ハンタ ヒルコ, Hiruko the Goblin)는 일본에서 제작된 츠카모토 신야 감독의 1991년 코미디, 판타지, 공포 영화이다. 사와다 켄지 등이 주연으로 출연하였고 츠카모토 신야 등이 제작에 참여하였다.

## 출연

### 주연
- 사와다 켄지

### 조연
- 쿠도우 마사키
- 무로타 히데오
- 다케나카 나오토
- 우에노 메구미